# مرا بخور، مرا بنوش
مرا بخور، مرا بنوش (به انگلیسی: ‎Eat Me, Drink Me‎) ششمین آلبوم استودیویی مریلین منسون، در ژوئن۲۰۰۷ در سراسر جهان انتشار پیدا کرد و در پی دنبالهٔ داستانِ آلبوم عصر طلایی تناقض محصول سال ۲۰۰۷ است. این آلبوم در کالیفرنیا و توسط خود منسون و گیتاریست گروه، تیم اِسکُلد ضبط شده‌است. این آلبوم شاهد تحرکات بیشتر مریلین منسون در مسیر ملودی و آهنگ است و ترکیبی تجربی مخلوط از هوی راک و راک الکترونیکی است. ضمن این که در طول این مدت مریلین درگیر کارهایِ تجاری و مصاحبه‌های جدل بر انگیز بر سر ادعایِ تملک این سبک از موسیقی بود.

## معنی نام آلبوم
نام این آلبوم بر اساس اثر شاهکار سوررئالیستی نویسنده معروف "لوئیس کارول" به نام "آلیس در سرزمین عجایب" انتخاب شده‌است. در یکی از فصل‌های این کتاب آلیس یک بطری پیدا می‌کند که بر روی آن بر چسبی وجود دارد به نام "مرا بنوش" و همچنین یک نان که می‌گوید "مرا بخور".
و نکته مهم دیگر در انتخاب نام آلبوم این است که این انتخاب به یکی از داستانهای مسیح برمی‌گردد که به این شرح است: "همه از آن بخورید زیرا که این مانند جسم من است، همه از آن بنوشید که این مانند خون من است."

## چگونگی ساخت این آلبوم
این آلبوم در یک خانه استودیویی اجاره ای در هالیوود کالیفرنیا توسط وکالیست گروه به نام مریلین منسون و بیسیست گروه به نام تیم اِسکُلد به ضبط رسید. در کنفرانس مطبوعاتی سال ۲۰۰۷ منسون گفت که این آلبوم محصول همکاری دقیق و سخت بین او و تیم اِسکُلد است.
در جایی گفته شده که این آلبوم حدود ۲۰ آهنگ را شامل می‌شده که همه آن‌ها توسط اِسکُلد ساخته شده و منسون توضیح داده که: زمان خیلی مشکلی بوده وقتی می‌خواسته بعضی از آن‌ها رو برش یا پیوند بزند اما احساس کردم که باید جلوی خراب شدن آلبوم را بگیرم.
این آلبوم در دو نسخه استاندارد و نسخه مخصوص کلکسیونرها منتشر شد.

## لیست آهنگ‌ها
| #   | عنوان                                             | زمان |
| ۱.  | اگر من خون آشامت بودم                             | ۵:۵۶ |
| ۲.  | در شادی، خدشه ای ایجاد کن                         | ۴:۳۱ |
| ۳.  | فرش قرمز گور                                      | ۴:۰۵ |
| ۴.  | آن‌ها می‌گویند که جهنم سوزان نیست                   | ۴:۱۷ |
| ۵.  | فقط یک تصادف ناجور اتومبیل                        | ۴:۵۵ |
| ۶.  | عینک قلبی شکل (وقتی که قلب دست را راهنمایی می‌کند) | ۵:۰۵ |
| ۷.  | مدرک                                              | ۵:۱۹ |
| ۸.  | آیا تو خرگوش هستی؟                                | ۴:۱۴ |
| ۹.  | تحریف، درست‌ترین شکل تملق است                      | ۳:۵۲ |
| ۱۰. | من و تو و شیطان می‌شویم ۳ نفر                      | ۴:۲۴ |
| ۱۱. | مرا بخور، مرا بنوش                                | ۵:۴۰ |

### آهنگ‌های اضافی
| #   | عنوان                                      | زمان |
| ۱۲. | عینک قلبی شکل (Inhuman Remix)              | ۴:۰۷ |
| ۱۳. | عینک قلبی شکل (Space Cowboy Remix)         | ۵:۲۴ |
| ۱۴. | در شادی، خدشه ای ایجاد کن (نسخه آکوستیک)   | ۴:۱۰ |
| ۱۵. | عینک قلبی شکل (Penetrate the Canvas Remix) | ۴:۴۸ |

### اضافی DVD
| #  | عنوان                                             | زمان |
| ۱. | در شادی، خدشه ای ایجاد کن (Boys Noize Remix)      | ۵:۳۷ |
| ۲. | در شادی، خدشه ای ایجاد کن (Robots to Mars Mix)    | ۴:۲۳ |
| ۳. | در شادی، خدشه ای ایجاد کن (Guitar Hero Remix)     | ۳:۴۴ |
| ۴. | در شادی، خدشه ای ایجاد کن (Ginger Fish Remix)     | ۳:۱۵ |
| ۵. | عینک قلبی شکل (Penetrate the Canvas Remix)        | ۴:۴۸ |
| ۶. | عینک قلبی شکل(Hamel Remix)                        | ۷:۰۱ |
| ۷. | من و تو و شیطان می‌شویم ۳ نفر(Adam Freeland Remix) | ۵:۳۸ |

### ویدئوها
- عینک قلبی شکل (وقتی که قلب دست را راهنمایی می‌کند)(بدون سانسور)
- عینک قلبی شکل (وقتی که قلب دست را راهنمایی می‌کند)(سانسور شده)
- در شادی، خدشه ای ایجاد کن

## پرسنل ساخت البوم
- مریلین منسون: خواننده، پرکاشن، تهیه کننده، عکاس
- تیم اسکلد: گیتار، گیتار بیس، کیبورد، تهیه کننده
- سین بیون: میکس